# Masakra na zamku lubelskim
Masakra na zamku lubelskim – masowy mord na więźniach zamku w Lublinie dokonany przez okupantów niemieckich 22 lipca 1944.
W pierwszej połowie lipca 1944, w związku ze zbliżaniem się Armii Czerwonej, Niemcy rozpoczęli „opróżnianie” więzienia na zamku. Około 1500 więźniów wysłano wówczas na stracenie do pobliskiego obozu koncentracyjnego na Majdanku. Ostatni etap likwidacji więzienia nastąpił 22 lipca 1944, na kilka godzin przed opuszczeniem Lublina przez Wehrmacht. Więzienni strażnicy wsparci przez specjalne komando egzekucyjne SS zastrzelili tego dnia blisko 300 Polaków i Żydów. Była to pierwsza w okupowanej Polsce likwidacja więzienia połączona z eksterminacją więźniów.

## Zamek lubelski w latach okupacji niemieckiej

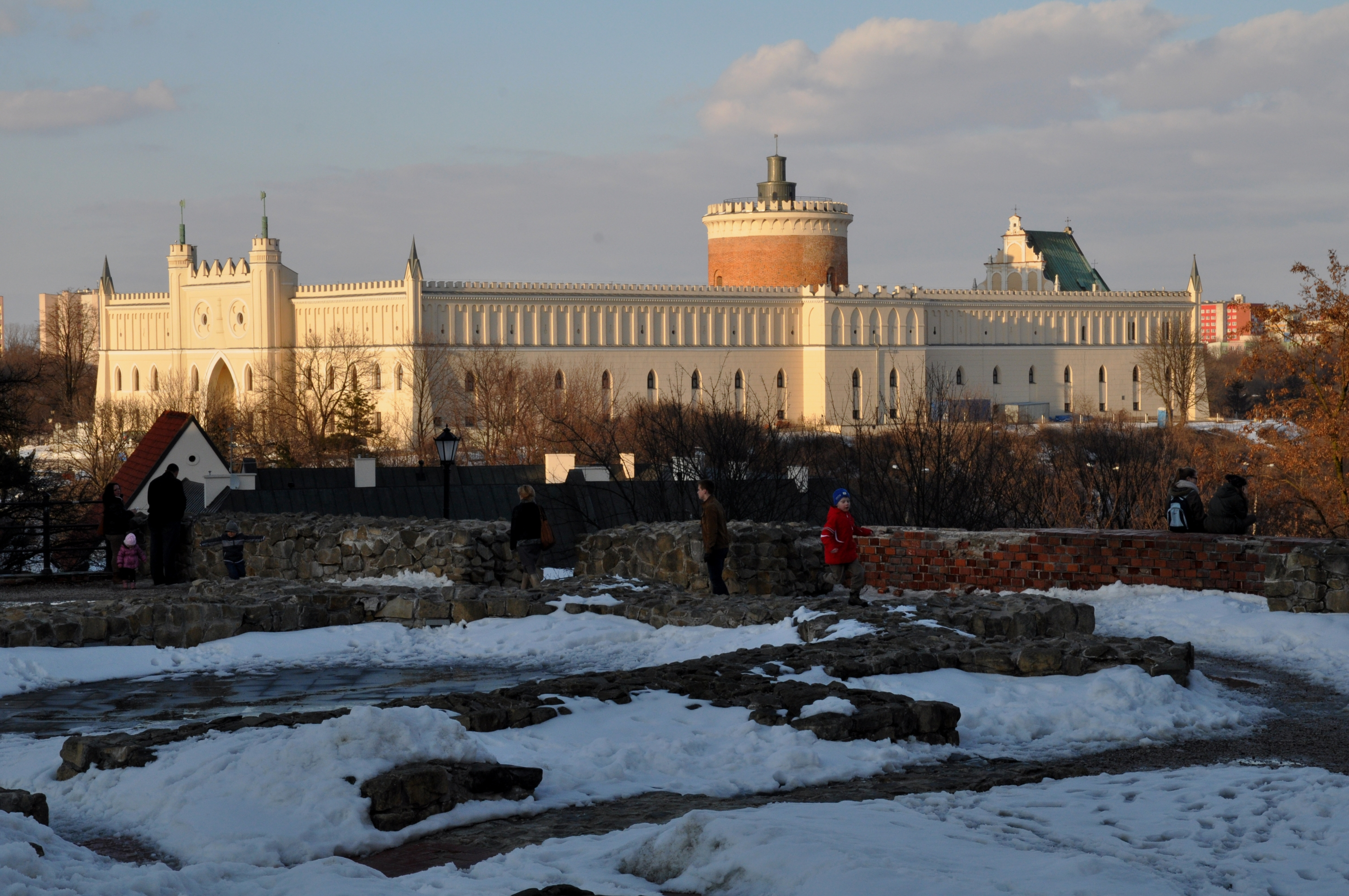
Zamek w Lublinie (wygląd współczesny)

W czasach carskich w miejscu zrujnowanego zamku zbudowano zakład karny przeznaczony dla więźniów kryminalnych i politycznych. Nowy, neogotycki budynek pełnił tę funkcję także w okresie dwudziestolecia międzywojennego. Po zakończeniu kampanii wrześniowej więzienie zostało przejęte przez niemieckie władze okupacyjne. Zamek lubelski stanowił odtąd więzienie śledcze policji bezpieczeństwa (Gefängnis der Sicherheitspolizei und des Sicherheitsdienst Lublin).
Zamek w Lublinie był uznawany za jedno z najcięższych niemieckich więzień w okupowanej Polsce. Historycy obliczają, że w latach 1939–1944 przez więzienie przeszło około 40 tys. osób. W gronie tym znajdowali się m.in. aresztowani członkowie ruchu oporu, ofiary pacyfikacji i ulicznych łapanek, przestępcy pospolici oraz Żydzi. Około 2200 więźniów zginęło w śledztwie lub zmarło na terenie więzienia, a kolejne 4500 zamordowano w tajnych egzekucjach przeprowadzanych w okolicach Lublina. 18 640 więźniów zostało wywiezionych do obozów koncentracyjnych, z czego około 3600 poniosło tam śmierć.

## Początek „opróżniania” więzienia
Wczesnym latem 1944 stało się jasne, że oddziały Armii Czerwonej dotrą wkrótce na okupowane ziemie polskie. 20 lipca 1944 SS-Obergruppenführer Wilhelm Koppe – Wyższy Dowódca SS i Policji w Generalnym Gubernatorstwie – wydał rozporządzenie, które regulowało kwestię ewakuacji więzień i obozów znajdujących się w strefie przyfrontowej. Dokument ten stwierdzał jednoznacznie, że „o ile sytuacja frontowa będzie tego wymagać, to należy we właściwym czasie poczynić kroki do całkowitej likwidacji więźniów. Przy zaskakującym rozwoju sytuacji, która uniemożliwi przetransportowanie więźniów, to więźniów zlikwidować, przy czym rozstrzelani muszą być według możliwości usunięci (spalić, wysadzić budynki itp.). W podobny sposób postąpić z Żydami (…) W żadnym wypadku nie należy dopuścić, aby więźniowie w więzieniach lub Żydzi byli uwolnieni przez przeciwnika”.
Tymczasem już od 10 lipca Niemcy stopniowo „opróżniali” więzienie na Zamku Lubelskim. Więźniów zabierano z cel, pozbawiano ubrań, po czym wywożono na śmierć do pobliskiego obozu koncentracyjnego na Majdanku. Skazańców rozstrzeliwano na terenie obozu lub w drodze na Majdanek mordowano w ruchomych komorach gazowych. Między 10 a 18 lipca zamordowano w ten sposób co najmniej 350 więźniów. Ofiary były wybierane na podstawie list sporządzonych przez lubelskie Gestapo. Po wyzwoleniu miasta w więziennych archiwach odnaleziono 27 wykazów sporządzonych w okresie od 19 do 21 lipca 1944. Zawierały one nazwiska 539 więźniów i precyzowały, jaki los powinien ich spotkać, gdyby ewakuacja więzienia okazała się konieczna. W myśl owych wytycznych 67 więźniów miało zostać straconych, 351 wywiezionych na Majdanek, 60 przekazanych do osądzenia przez policyjny sąd doraźny, a 61 zwolnionych. Mimo przeprowadzanych nieustannie egzekucji i wywózek stan osobowy więzienia pozostawał nadal wysoki, gdyż wobec zbliżania się wojsk sowieckich Niemcy nasilili aresztowania i łapanki na terenie Lublina oraz pozostałych miast dystryktu lubelskiego. Tylko 19 lipca przywieziono na Zamek 93 aresztantów z Chełma, 22 aresztantów z Puław oraz 104 osoby zatrzymane w różnych miejscowościach Zamojszczyzny. Zachowane niemieckie dokumenty wskazują, że 20 lipca w celach Zamku Lubelskiego przebywało wciąż 2124 więźniów – w tym 1795 mężczyzn i 329 kobiet.
Tymczasem w dniach 19–21 lipca Niemcy gwałtownie przyspieszyli eksterminację więźniów. W ciągu tych trzech dni około 1150 osób zostało zabranych z cel i straconych na Majdanku. Największa masakra miała miejsce 21 lipca, kiedy to wywieziono na śmierć około 800 Polaków. Wśród więźniów zapanował nastrój grozy. Niemieccy strażnicy także zdradzali objawy paniki, spowodowanej coraz bardziej wyraźnymi odgłosami sowieckiej artylerii. 20 lipca strażnik Tanzhaus wywołał do transportu na Majdanek więziennego sanitariusza, Władysława Jurgo (studenta UAM w Poznaniu). Zdesperowany więzień zabił strażnika lekarskim lancetem, po czym popełnił samobójstwo. Następnego dnia Niemcy spędzili na więzienne podwórze 112 więźniów, a naprzeciw tłumu ustawili karabiny maszynowe. Ostatecznie do egzekucji jednak nie doszło – prawdopodobnie dzięki interwencji naczelnika więzienia Petera Domnicka.

## Masakra w dniu 22 lipca

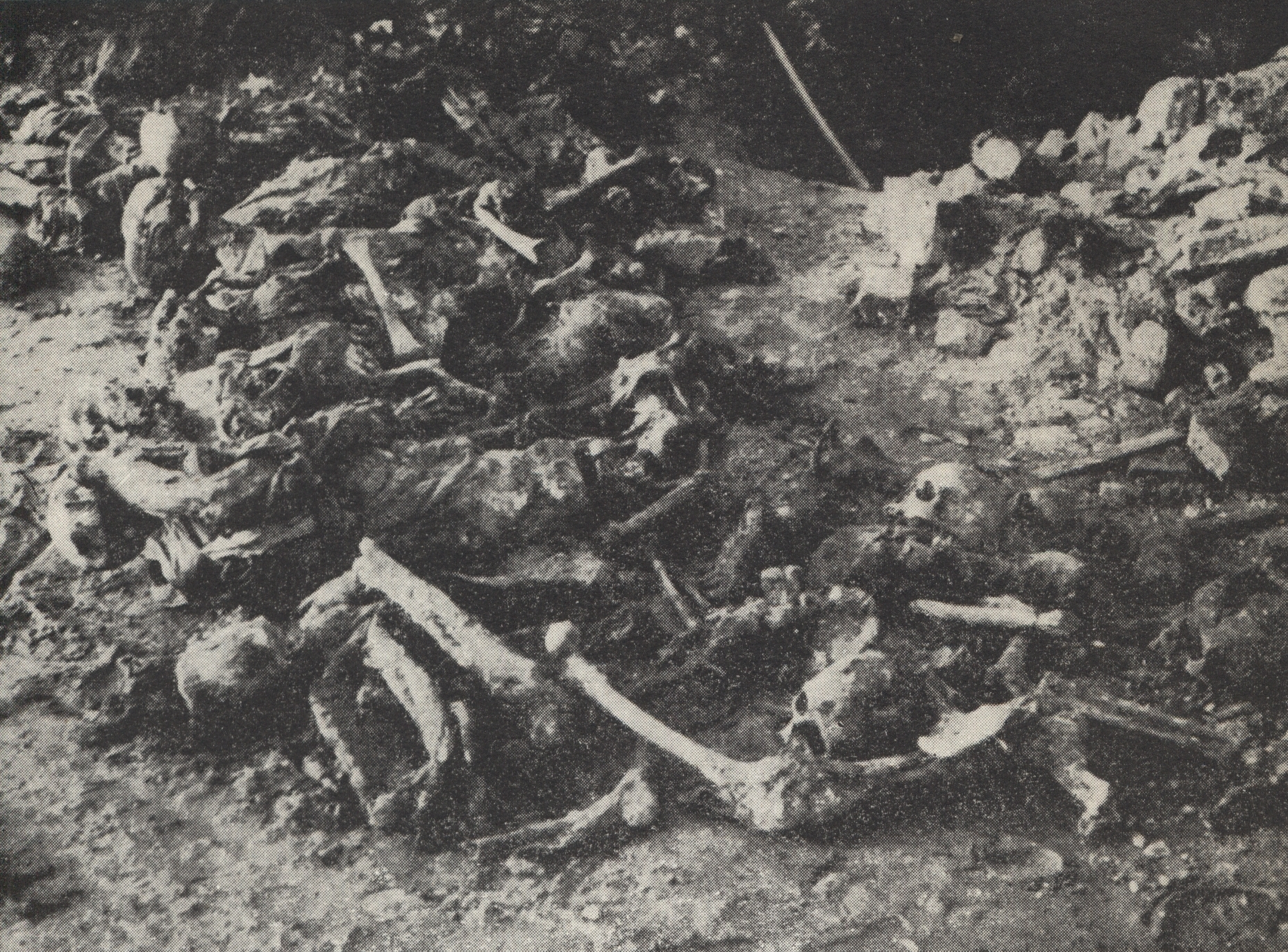
Zwłoki pomordowanych i spalonych więźniów

22 lipca 1944 w celach Zamku Lubelskiego przebywało jeszcze około 1400 więźniów. Wkroczenie wojsk sowieckich do Lublina było już tylko kwestią godzin stąd władze niemieckie podjęły ostatnią próbę likwidacji więźniów. W godzinach porannych na Zamek przybyło specjalne komando egzekucyjne przysłane z siedziby lubelskiego Gestapo. Na czele tej niewielkiej jednostki stał SS-Hauptsturmführer Herman Worthoff, któremu towarzyszyli esesmani Zauder, Kölnel, Zerreske i Michwald, a prawdopodobnie także Wyłupski i Rot. W owym czasie na terenie więzienia nadal przebywała niemiecka straż – w tym naczelnik więzienia Peter Domnick oraz jego zastępca Andreas Hoffman.
Oprawcy udali się najpierw na oddział I, gdzie polecili strażnikom otworzyć cele o numerach od 7 do 11, po czym przez kraty otworzyli ogień do więźniów. Ponieważ aresztanci chowali się przed kulami pod ściany, Niemcy postanowili przeprowadzić likwidację więźniów w sposób bardziej systematyczny. Na miejsce egzekucji wybrano rozległą celę nr 35 na oddziale V, gdzie znajdowały się warsztaty krawieckie. Najpierw wymordowano przebywających tam Żydów – w tym liczne kobiety i dzieci (w masakrze aktywnie uczestniczył Hoffman). Następnie do celi nr 35 zaczęto doprowadzać więźniów z innych oddziałów, m.in. z cel nr 8 i 9 na oddziale I. Ofiary zmuszano, aby pochyliły się nad specjalnie ustawionym w tym celu taboretem, po czym mordowano strzałem w tył głowy. Cela nr 35 szybko zapełniła się trupami, w związku z czym ostatnich 10 więźniów z celi nr 9 Niemcy rozstrzelali w sąsiedniej celi nr 34.
Masakra trwała mniej więcej dwie godziny. Przerwał ją dopiero rozkaz natychmiastowej ewakuacji więzienia, który naczelnik Domnick otrzymał około południa. Niemcy w pośpiechu opuścili wówczas Zamek, zabierając ze sobą około 200 więźniów narodowości niemieckiej. W więzieniu pozostali jedynie polscy i ukraińscy strażnicy, którym polecono, aby o godzinie 15.00 zwolnili ocalałych więźniów. Zaraz po odejściu Niemców ukraińscy wachmani uciekli, a polscy strażnicy, nie czekając do godziny 15.00, przystąpili do otwierania cel. Zamek opuściło wówczas około 1000 więźniów, w tym blisko 300 kobiet. Mieszkańcy Lublina, którzy już od kilku godzin zbierali się tłumnie u podnóża Zamku, wdarli się na teren więzienia, szukając swoich bliskich. Ich oczom ukazał się widok stosów ludzkich ciał oraz kałuże krwi, która przesiąkała przez stropy i skapywała z sufitów położonych niżej cel. Wraz z mieszkańcami Lublina na Zamek udali się również pracownicy Polskiego Czerwonego Krzyża i Rady Głównej Opiekuńczej oraz członkowie Szarych Szeregów, którzy udzielili rannym doraźnej pomocy.
Autorzy monografii Hitlerowskie więzienie na Zamku w Lublinie 1939–1944 oszacowali liczbę ofiar masakry na około 300. W gronie rozstrzelanych znaleźli się przede wszystkim młodsi wiekiem więźniowie. Zamordowano także wielu pacjentów więziennego szpitala oraz około 60 Żydów (w tym kobiety i dzieci). Zestawienie sporządzone przez Różę Bieluszko-Świechową zawiera 288 nazwisk zidentyfikowanych ofiar zbrodni.
Masakra na Zamku w Lublinie była pierwszą likwidacją więzienia, połączoną z eksterminacją więźniów, dokonaną przez Niemców podczas ofensywy Armii Czerwonej na terytorium Polski. Największą tego typu zbrodnią była masakra w więzieniu na Radogoszczu w Łodzi, gdzie nocą 17/18 stycznia 1945 spalono żywcem około 1500 więźniów. Podobne masakry miały także miejsce m.in. w więzieniu mokotowskim w Warszawie (2 sierpnia 1944, około 600 ofiar), w obozie w Żabikowie pod Poznaniem (20–21 stycznia 1945, około 80 ofiar spalonych żywcem) oraz w więzieniu w Sonneburgu (30/31 stycznia 1945, 819 ofiar).

## Epilog
25 lipca 1944 została powołana specjalna polsko-radziecka komisja śledcza, która dokonała oględzin miejsca masakry. Liczbę ofiar oszacowano wówczas pobieżnie na około 450 (powielały ją później niektóre opracowania historyczne). Działania komisji miały w dużej mierze charakter propagandowy. Ze względu na fakt, iż większość ofiar zamordowano strzałem w tył głowy, komisja próbowała bowiem powiązać masakrę na Zamku Lubelskim z mordem polskich oficerów w Katyniu, wskazując zbieżność zastosowanych przez katów metod jako „dowód” na rzekome niemieckie sprawstwo zbrodni katyńskiej.
Co najmniej 170 ciał odnalezionych w celach Zamku zostało zabranych i pochowanych przez rodziny. 28 lipca 1944 roku zwłoki pozostałych 127 więźniów uroczyście pochowano w zbiorowej mogile u stóp Zamku Lubelskiego. Pogrzeb miał manifestacyjny charakter – uczestniczył w nim m.in. generał Zygmunt Berling oraz przewodniczący Centralnego Biura Komunistów Polski, generał Aleksander Zawadzki. 25 lutego 1954 szczątki pochowane w zbiorowej mogile na Podzamczu zostały ekshumowane i przeniesione na cmentarz przy ulicy Lipowej w Lublinie. Tam spoczęły we wspólnym grobie wraz z ciałami 26 więźniów Zamku Lubelskiego, rozstrzelanych przez Niemców 4 lutego 1941 i pogrzebanych w lasku pod Bogucinem koło Garbowa. Na mogile postawiono pomnik, którego centralną część stanowi krzyż z napisem:

Tu złożono prochy ofiar niemieckiego faszyzmu
Więźniów Zamku Lubelskiego
1941-1944

Obok umieszczono tablice, na których wyryto nazwiska 266 ofiar masakry w dniu 22 lipca 1944, ustalone w wyniku poszukiwań prowadzonych przez Klub Byłych Więźniów Politycznych Zamku Lubelskiego i „Pod Zegarem” w Lublinie.
Martyrologia Polaków więzionych i mordowanych na Zamku Lubelskim została upamiętniona na Grobie Nieznanego Żołnierza w Warszawie. Na jednej ze znajdujących się tam tablic umieszczono napis: „Montelupich-Brygidki-Zamek Lubelski 1939–1945”. Tablica upamiętniająca ofiary masakry w dniu 22 lipca 1944 znajduje się także przy bramie Zamku w Lublinie.